# Sion (Gers)
Sion is een gemeente in het Franse departement Gers (regio Occitanie) en telt 114 inwoners (2009). De plaats maakt deel uit van het arrondissement Condom.

## Geografie
De oppervlakte van Sion bedraagt 7,0 km², de bevolkingsdichtheid is dus 16,3 inwoners per km².
De onderstaande kaart toont de ligging van Sion (Gers) met de belangrijkste infrastructuur en aangrenzende gemeenten.

## Demografie
Onderstaande figuur toont het verloop van het inwonertal (bron: INSEE-tellingen).

1. ↑  Populations de référence 2022.